# Döden i Venedig (film)
Döden i Venedig är en film från 1971 i regi av Luchino Visconti, med filmmusik från Gustav Mahlers tredje symfoni och femte symfoni och med Dirk Bogarde i huvudrollen. Filmen är gjord efter kortromanen Döden i Venedig (originaltitel: Der Tod in Venedig), utgiven av Thomas Mann 1912.

## Handling
Vid sekelskiftet reser kompositören Gustav von Aschenbach (Dirk Bogarde) till Venedig för att vila, på grund av allvarliga hälsoproblem. I Venedig blir han besatt av skönheten hos en ung polsk pojke vid namn Tadzio (Björn Andrésen) som bor med sin överklassfamilj på samma hotell som Aschenbach. Tecken på en koleraepidemi bagatelliseras av de lokala myndigheterna, men i ökande grad av panik avbryter gäster sin semester och åker hem. Aschenbach bestämmer sig också för att resa men ångrar sig vid järnvägsstationen. Han har svårt att lämna hotellet där han sett den vackre Tadzio. Han sätter sig i en solstol och ser hur Tadzio leker erotiskt på stranden med en äldre pojke. Aschenbach hittas senare död i stolen.

## Rollista i urval
- Dirk Bogarde – Gustav von Aschenbach
- Björn Andrésen – Tadzio
- Silvana Mangano – Tadzios mor
- Sergio Garfagnoli - Jasiu en polsk pojke
- Romolo Valli – hotelldirektör
- Mark Burns – Alfred
- Marisa Berenson – frau von Aschenbach
- Carole André – Esmeralda
- Franco Fabrizi – frisör